# Association Sportive Kabasha
Maillots
Actualités
L'Association Sportive Kabasha, connu sous le nom d'AS Kabasha de Goma, est un club congolais de football basé à Goma.
Le club est classé parmi les premiers clubs de la province du Nord-Kivu. Avec à son sein l'illustre attaquant vedette Papy Kawembe. Ce dernier mourut quelques mois avant la consécration nationale de l'AS Kabasha et la victoire en finale de la Coupe du Congo 2005 
Le club participe à la Coupe de la confédération en 2006 (élimination au 1er tour).
En 2021 le club remporte la seconde division et est promu en première division.

## Histoire
Créé en 1959 dans la ville de Goma sous le nom l'AS Vita Kabasha pour des raisons de patronage, le club change de nom en 2006 pour prendre son nom actuel. Il est un des deux clubs de la région de Kivu à avoir participé à la Linafoot, l'élite du football en République Démocratique du Congo.
L'AS Kabasha remporte la Coupe du Congo en 2005, après avoir battu le SC Cilu 4-2 aux tirs au but, après un nul de 1-1. Il s'agit du principal titre remporté par le club.
Au niveau international, le club participe à un seul tournoi continental, la Coupe de la Confédération en 2006, lors de laquelle il est éliminé au tour préliminaire par le club gabonais du Sogéa FC.

## Palmarès
- Coupe de RD Congo
  - Vainqueur (1) :  2005
- Supercoupe de RD Congo
  - Finaliste (1) :  2006

- Ligue du Nord-Kivu
  - Champion (3) :  2002, 2017
  - Vice-champion (10) : 2009-2010

- Championnat EUFGO
  - Champion (20) :

## Personnalités du club

### Effectif Actuel
| N° | Nat.                                           | Poste | Nom du joueur |
| -- | ---------------------------------------------- | ----- | ------------- |
| -  | Drapeau de la république démocratique du Congo | G     | Freddy        |

### Entraîneurs
- Valentin Kabamba
- Albert Kanta Kambala
- 2005 :  Patrick Lokose Epangala
- Yousuf
- 2010-2012 :  Raoul Lukusa[3]
- 2016-2017 :  Van Maburuki[4]
- 2017 :  Patrick Mayindu
- 2017 :  Addy Bukaraba[5]
- 2017-2018 :  Piemont Kambere
- 2018-2019 :  Santa Malinde[6]
- 2021 :  Todet Farini
- 2021-2022 :  Amisi Kirero[7]
- 2022-2023 :  Mustapha Kambulu[8]
- 2023-2024 :  Birindwa Kirongozi[8]
- 2024 :  Tifo Miezi[9]
- 2024- :  Mitterand Nzenzele

### Présidents
- 2002 :  Gabriel Amisi[10]
- 2007 :  Camille Paluku[11]
- 2018 :  Rostand Kahongya[12]
- 2020-2021 :  Amani Safari[13]

## Sponsors
- 2023- :  La Vie